# Thyle
De Thyle is een rivier gelegen in de provincie Waals-Brabant in België. Het is een zijrivier van de Dijle en maakt via de Dijle en de Rupel deel uit van het stroomgebied van de Schelde. Vlak voor de monding in de Dijle, net ten zuiden van Ottignies-Louvain-la-Neuve, vloeit de Thyle eerst nog samen met de Orne. Beide rivieren hebben een diep dal uitgesneden in het Brabants plateau.
Deze rivier stroomt dwars door de ruïnes van de abdij van Villers in Villers-la-Ville. Zoals bijna alle cisterciënzerabdijen gebruikte ook deze abdij het water voor zijn economische activiteiten (molen, brouwerij, keuken, ... ). Het is trouwens opmerkelijk vast te stellen dat de latrines in de abdij zich stroomopwaarts van de brouwerij bevonden.  

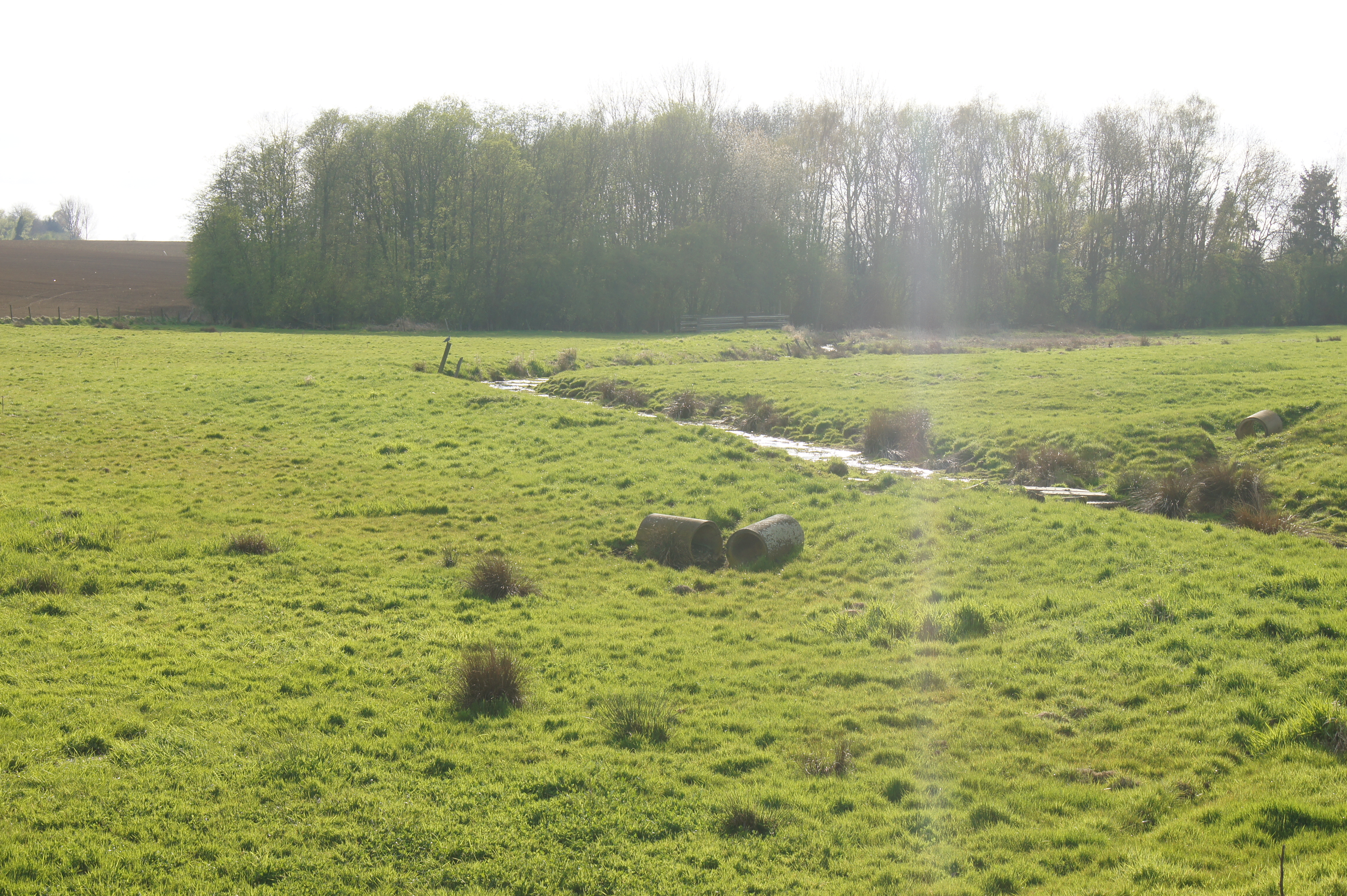
Een bron van de Thyle in Sart-Dames-Avelines
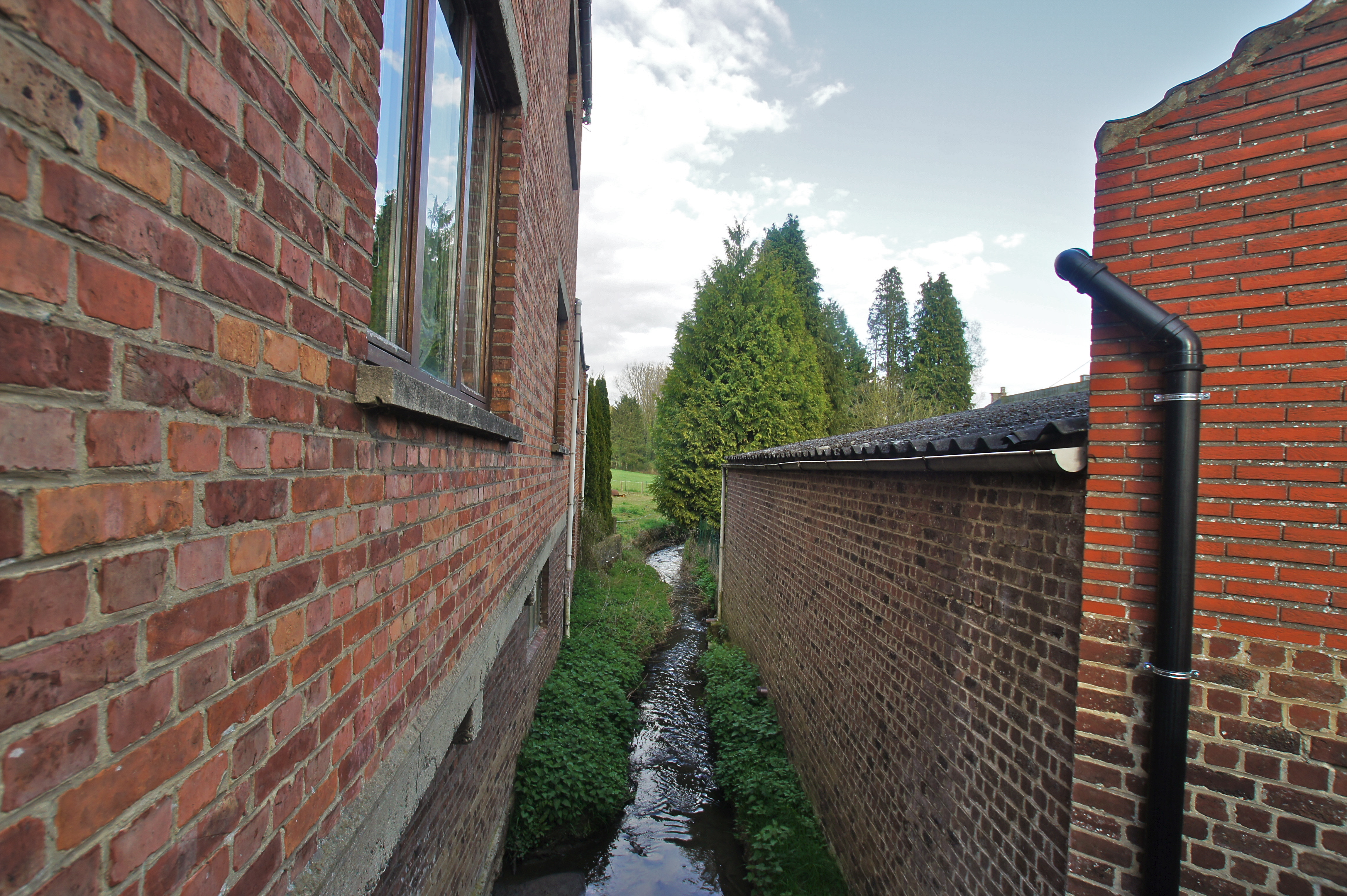
De Thyle doorkruist het historische centrum van Sart-Dames-Avelines
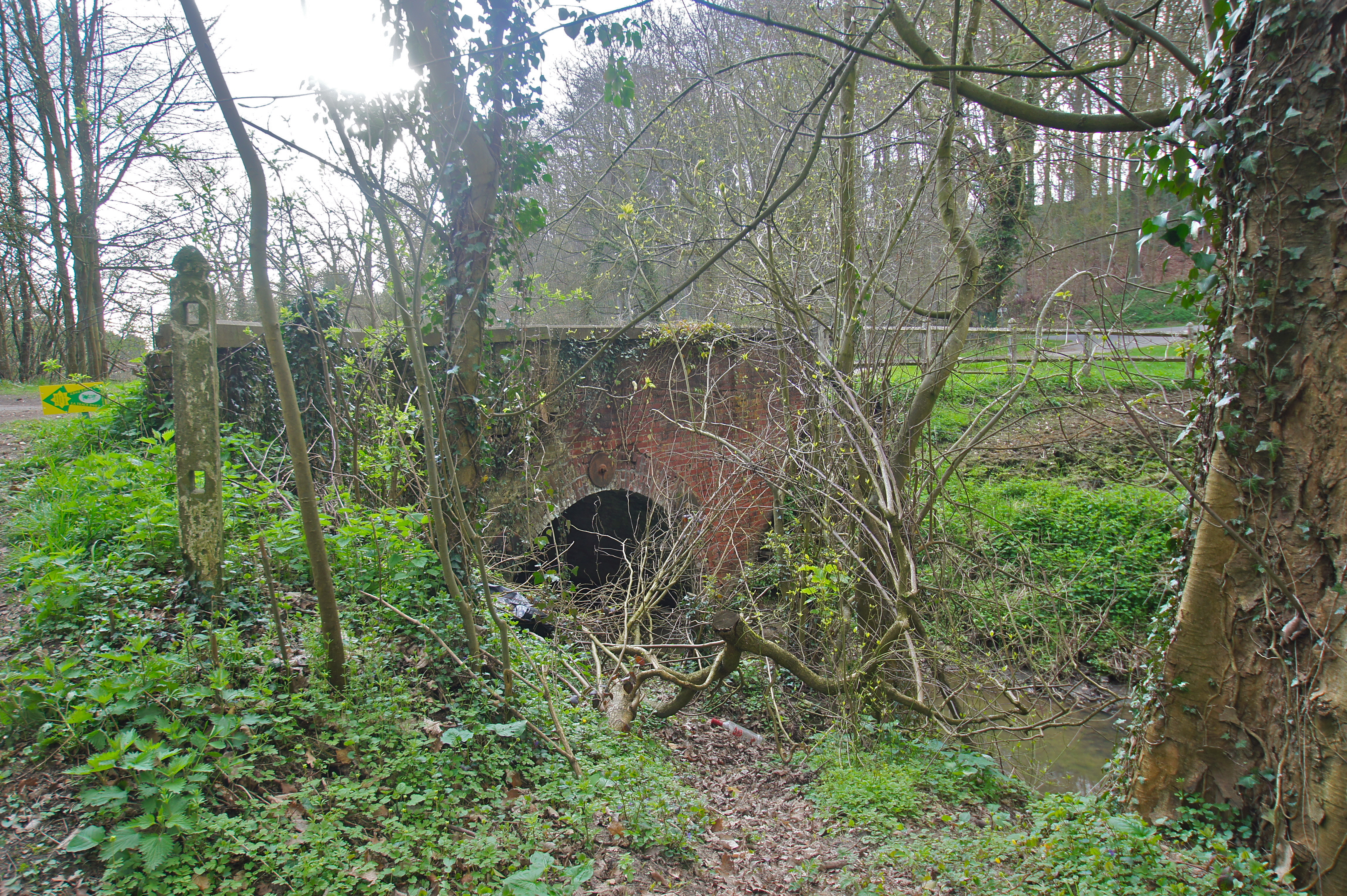
Brug over de Thyle ten westen van Villers-la-Ville
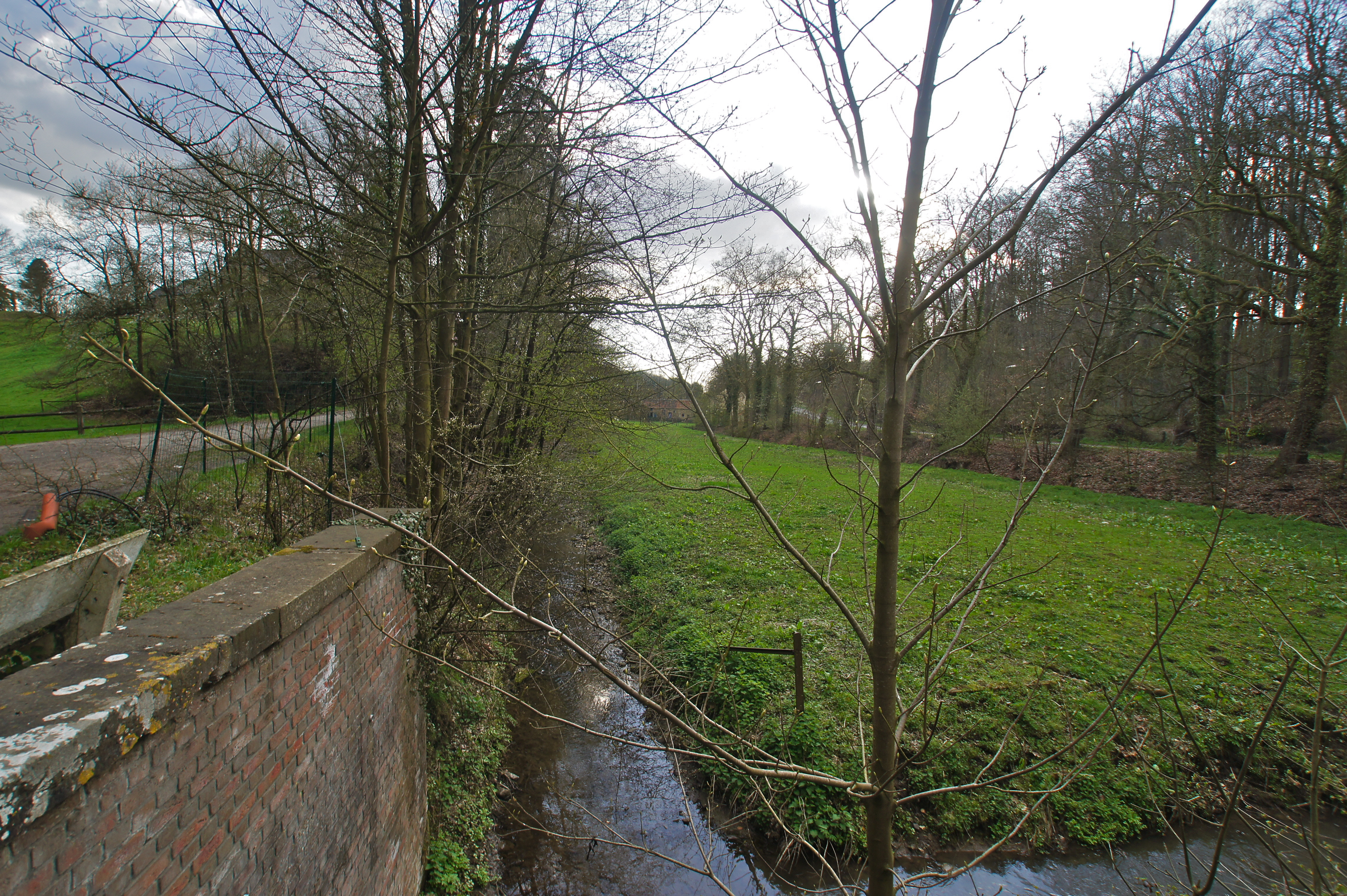
Ten westen van Villers-la-Ville